# Apologus
Apologus est un ancien port du golfe Persique, sur de détroit d'Ormuz.
Le Périple de la mer Érythrée, un guide maritime du Ier siècle de notre ère déclare :

« À l'extrémité supérieure de ces îles Calaei, il y a une chaîne de montagnes appelée Calon, et non loin de là, c'est l'embouchure du golfe Persique, avec beaucoup de plongée pour les huîtres perlières. À gauche du détroit, il y a de grandes montagnes appelées Asabon, et à droite s'impose à la vue une autre montagne, ronde et haute, appelée Sémiramis. Entre elles, le passage à travers le détroit est d'environ six cents stades, au-delà duquel cette mer redevient très large, le golfe Persique, qui continue profondément à l'intérieur. À l'extrémité supérieure de ce golfe il y a une ville désignée par la loi pour le commerce et nommée Apologus, situé près de Charaex Spasini et l'Euphrate. »

— Périple de la mer Érythrée, ch.35